# 65. østlige længdekreds
Den 65. østlige længdekreds (eller 65 grader østlig længde) er en længdekreds, der ligger 65 grader øst for nulmeridianen. Den løber gennem Ishavet, Europa, Asien, det Indiske Ocean, det Sydlige Ishav og Antarktis.